# Common-rail Direct Injection
Common-Rail Diésel Injection (CDI), Inyección diésel por common-rail o conducto común es la marca comercial con la que Mercedes-Benz denomina un tipo de motor diésel turboalimentado para automóviles que incluye la tecnología multipunto de common-rail como sistema de alimentación.